# ميناء مرسيليا-فوس
ميناء مرسيليا-فوس هو الميناء التجاري البحري الرئيسي في فرنسا. في عام 2011، بلغ إجمالي حركة المرور في الميناء 88 مليون طن. كما كان واحدًا من أكبر 15 ميناءً سياحيًا في العالم، وخامس أكبر ميناء في البحر الأبيض المتوسط.
يضم الميناء موقعين رئيسيين: في شمال مرسيليا من لا جولييت إلى الاستاك، وكذلك في فوس-سور-مير، الذي يقع على بُعد حوالي 50 كم شمال غرب مرسيليا. يساهم الميناء في توفير 41,500 فرصة عمل، ويحقق مبيعات سنوية تبلغ 169.5 مليون يورو، وحركة مرور تجارية تصل إلى 4 مليار يورو وفقًا لدراسة من منظمة التعاون الاقتصادي والتنمية (OECD).
يعد ميناء مرسيليا أكبر ميناء في فرنسا، ثالث أكبر ميناء في البحر الأبيض المتوسط، والسابع أكبر ميناء في أوروبا. في عام 2019، نقل الميناء 79 مليون طن من البضائع، مما جعله يحتل المرتبة 41 عالميًا.

## تاريخ
تاريخيًا، كان ميناء مرسيليا القديم هو الميناء الرئيسي للمدينة. في أربعينيات القرن التاسع عشر، أصبح حركة المرور البحرية أكثر كثافة من قدرة الميناء، مما جعل التوسعة ضرورية. وبما أن الميناء كان ثاني أكبر ميناء في فرنسا، فإن القضية كانت ذات أهمية كبيرة، مما دفع الحكومة الوطنية إلى اتخاذ إجراءات من خلال تمرير قانون في 5 أغسطس 1844 لبناء حوض جديد في لا جوليت شمال الميناء القديم، وذلك عبر مشروع طموح بلغت تكاليفه 13 مليون فرنك. بدأت البنية التحتية في جوليت في الاستخدام عام 1847، واكتمل الحوض بالكامل في عام 1853.
درس مجلس التنمية لمنطقة مرسيليا-بروفانس إنشاء قطب تكنولوجي أو ميناء تكنولوجي بهدف إعادة تنشيط الأنشطة المينائية. من المتوقع أن يشمل المشروع قدرة على إصلاح السفن التي تتجاوز طول 270 مترًا (885 قدمًا أو 295 ياردة)، بالإضافة إلى توربينات الرياح البحرية والتقنيات المبتكرة الأخرى.

## إحصائيات المرور
|      | البضائع العامة (مليون طن) | الحاويات (وحدة مكافئة لعشرين قدما) | الركاب (مليون) |
| ---- | ------------------------- | ---------------------------------- | -------------- |
| 2010 | 86                        | 953,435                            | 2.06           |
| 2011 | 88                        | 944,047                            | 2.3            |
| 2012 | 85.79                     | 1,062,408                          | 2.4            |
| 2014 | 78.52                     | 1,179,910                          | 2.5            |
| 2018 | 80.45                     | 1,407,387                          | 3.01           |
| 2019 | 78.89                     | 1,454,621                          | 3.13           |